# Gibson Les Paul Standard
Les Paul Standard — самая первая модель гитар серии Les Paul от компании Gibson, её начали выпускать в 1952 году. Первоначальное название этой модели — Les Paul Model. После выпуска в 1954 году ещё двух моделей (Custom и Junior), Les Paul Model стали называть Standard, или GoldTop (так как с 1952 по 1957 год данную модель выпускали с цветом корпуса GoldTop). В 1958 году окрас GoldTop сменили на Sunburst, а за моделью закрепилось неофициальное название Standard (или Sunburst). В 1976 году слово Standard официально вошло в название гитары.
С 2002 года Les Paul Standard выпускают в двух вариантах, которые отличаются профилем грифа. За счёт этого музыкант может выбрать гитару, которая для него будет более удобна в использовании.
В последние годы накладка из пластика (pickguard) изначально не ставится на гитары Les Paul Standard, но идёт в комплекте поставки. Таким образом, гитарист по своему желанию может установить накладку на гитару. Если же нет, то корпус остаётся неповреждённым (изначально отсутствуют монтажные отверстия).
Первые несколько лет после появления в продаже Les Paul хоть и полюбился музыкантам, но назвать эту модель популярной было тяжело. Все изменилось когда в конце 60-х появился новый стиль музыки — хард-рок, чьи представители нередко использовали эту модель Gibson. Одним из главных популяризаторов Gibson Les Paul Standard стал гитарист английской группы Led Zeppelin — Джимми Пейдж, на этой модели также играли Билли Гиббонс(ZZ Top), Эрик Клэптон (The Cream, The Yardbirds) и многие другие.